# دارن کاگاسوف
دارن کاگاسوف (انگلیسی: Daren Kagasoff؛ زادهٔ ۱۶ سپتامبر ۱۹۸۷) هنرپیشه اهل ایالات متحده آمریکا است. وی از سال ۲۰۰۸ میلادی تاکنون مشغول فعالیت بوده‌است.
از فیلم‌ها یا برنامه‌های تلویزیونی که وی در آن نقش داشته‌است می‌توان به زندگی مخفی نوجوان آمریکایی، ویجا اشاره کرد.